# فوئنتنبرو
فوئنتنبرو (به اسپانیایی: Fuentenebro) یک شهرستان در اسپانیا است.